# بوسكو شوتالو
بوسكو شوتالو (مواليد 1 يناير 2000) هو لاعب كرة قدم كرواتي يلعب كمدافع في نادي أتالانتا.